# Villa Maffei (Feldafing)

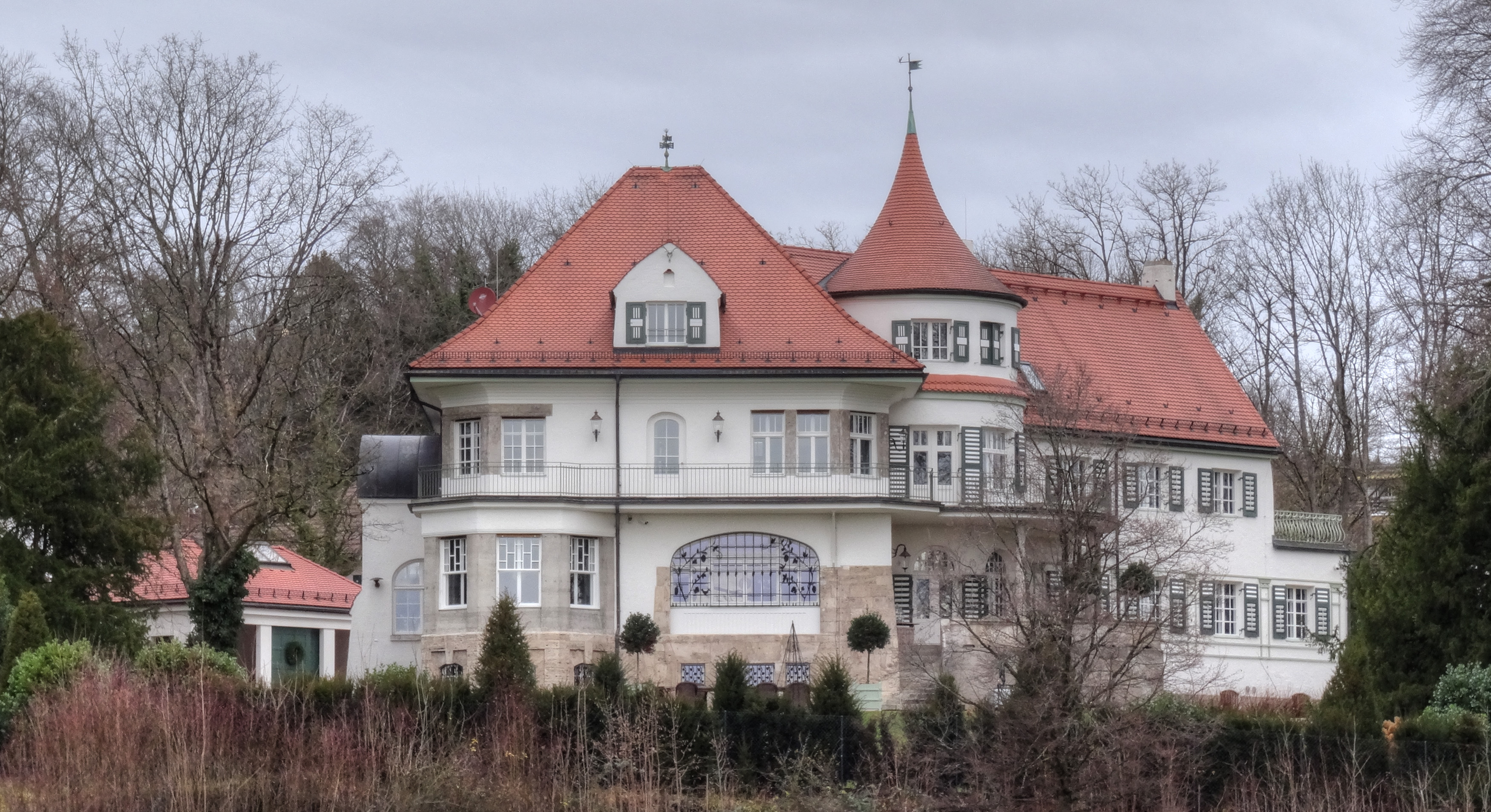
Villa Maffei (Seeseite)

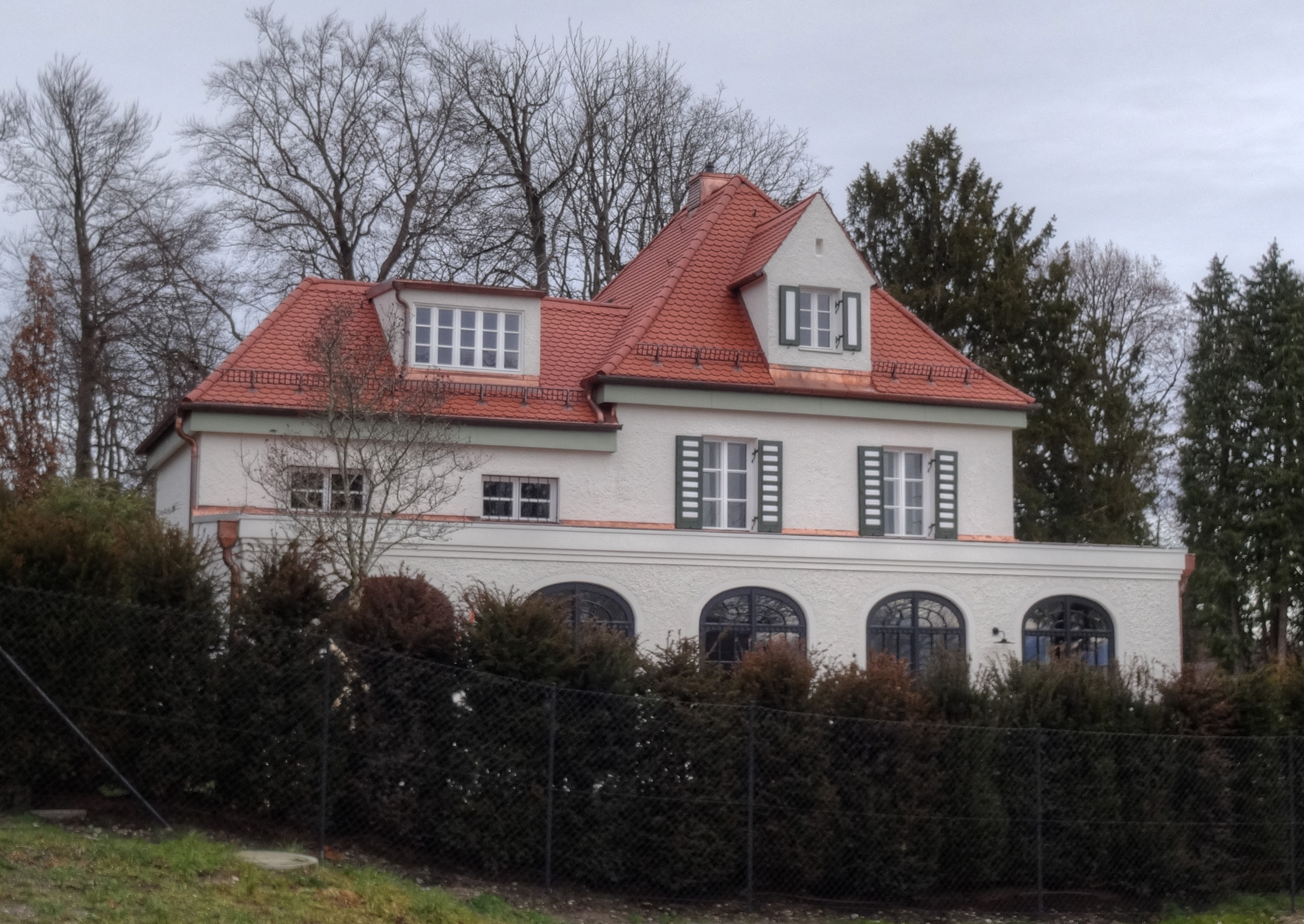
Gärtner-, Gewächs- und Garagenhaus

Die Villa Maffei in Feldafing, einer Gemeinde im oberbayerischen Landkreis Starnberg, wurde 1901 errichtet. Die Villa an der Seestraße 4 ist ein geschütztes Baudenkmal. Im Jahre 2021 wurden Fälle von Kindesmissbrauch im Kinderheim in den 1960er Jahren bekannt.

## Missbrauchsfälle
Im August 2021 strahlte der BR den Dokumentarfilm „Report München extra: Das Netzwerk der Täter“ aus. Darin geht es um jahrelangen Kindesmissbrauch im Kinderheim „Haus Maffei“, das von 1952 bis 1972 in der Villa Maffei untergebracht war. Mehrere ehemalige Heimkinder berichten, dass sie im Keller der Villa von einer Gruppe von Männern vergewaltigt wurden. Außerdem seien sie an Priester in der Umgebung verteilt oder bis ins Kloster Ettal verschickt worden. An dem Pädophilen-Netzwerk sei auch der damalige Pfarrer von St. Peter und Paul beteiligt gewesen, obwohl er im Kinderheim keine Aufgabe hatte. Bereits 2010 und 2014 gab es Anfragen an den Paritätischen Wohlfahrtsverband Bayern als ehemaligen Träger der Einrichtung. Doch erst nach einer Kontaktaufnahme durch eine private Recherchegruppe im Jahr 2020 begann der Verband mit der Aufarbeitung. Schließlich gab er im November 2021 eine unabhängige Studie in Auftrag, dessen Vorstudie im Januar 2022 veröffentlicht wurde.

## Architektur
Der asymmetrisch gruppierte Zweiflügelbau im Reformstil wurde nach Plänen des Architekten Emanuel von Seidl für Reichsrat Hugo von Maffei erbaut. Das Haus mit eingestelltem Rundturm, Eckerker, Balkonen und Terrasse wird von einer 0,96 ha großen Parkanlage im spätromantischen Gartenstil umgeben. Die Parkeinfriedung mit eisernem Tor und Zaun entstand gleichzeitig, ebenso das Gärtner-, Gewächs- und Garagenhaus.